# Дядовско
Дядовско е село в Южна България. То се намира в община Черноочене, област Кърджали.

## География
Село Дядовско се намира в района на Източните Родопи.

## Население
Численост на населението според преброяванията през годините: 

### Население по възраст
Население по възраст според преброяванията на населението през годините (в %):
|      | 0 – 14 г. | 15 – 64 г. | над 65 г. |
| 2011 | 13.3%     | 72.7%      | 14.0%     |

### Етнически състав (2011)
Численост и дял на етническите групи според преброяването на населението през 2011 г.:
|                     | Численост | Дял (в %) |
| Общо                | 392       | 100,00    |
| Българи             | -         | -         |
| Турци               | 385       | 98,21     |
| Цигани              | -         | -         |
| Други               | -         | -         |
| Не се самоопределят | 1         | 0,26      |
| Неотговорили        | 6         | 1,53      |